# Ramal C1 del Ferrocarril Belgrano
El Ramal C1 pertenecía al Ferrocarril General Belgrano, Argentina. El 16 de noviembre de 1962, durante el gobierno de Arturo Frondizi se resolvía clausurar el ramal ferroviario entre San Javier y Naré.

## Ubicación
Se hallaba en la provincia de Santa Fe, atravesaba los departamentos San Justo y San Javier.

## Características
Era un ramal de la red de vía estrecha del Ferrocarril General Belgrano, cuya extensión era de 74 km entre las cabeceras Naré y San Javier.

## Historia
Fue construido por el Ferrocarril Central Norte Argentino, inaugurado el 30 de junio de 1915.